# 紗那川
紗那川（日语：／）或库里尔卡河（俄语：Река Курилка）是择捉岛的河流，长22公里，流域面积156平方公里，注入鄂霍次克海。

## 引用
1. ↑  М·Г·瓦西科夫斯基. . 列宁格勒: 气象出版社. 1973 （俄语）.
2. ↑  . 国家水登记处.   [2023-12-31]. （原始内容存档于2023-12-31） （俄语）.